# Tatra KT8D5
Tatra KT8D5 – typ trójczłonowego tramwaju wytwarzanego w zakładach ČKD w latach 1986–1993 (prototypy w 1984) w Pradze. Jest to tramwaj dużej pojemności, który może być eksploatowany na liniach szybkiego tramwaju. Ogółem wyprodukowano 199 sztuk, większość z nich dla czeskich i słowackich przewoźników. Wśród miłośników transportu publicznego tramwaje KT8D5 nazywane są kachnami lub kačenami (kaczkami).

## Geneza
Produkcja tramwajów dla czechosłowackich przewoźników zakończyła się w ČKD w 1977 r. (standardowe wagony Tatra T3 i przegubowe K2), w późniejszym czasie podjęto prace nad rozwojem tramwajów nowej generacji. Dalej jednak trwała produkcja Tatr T3 dla zagranicy (głównie dla ZSRR), w połowie lat 70. XX wieku rozpoczęto wytwarzanie tramwajów Tatra KT4 i T5C5, które były przeznaczone wyłącznie na eksport. Początkiem nowej serii tramwajów dla czechosłowackich miast miał być trójczłonowy tramwaj ośmioosiowy, na podstawie którego miały powstać inne konstrukcje.
Projekt tramwaju KT8D5 powstał w 1982 r. Dwa prototypy skonstruowano w 1984 r., w 1986 r. powstały kolejne dwa wagony demonstracyjne, produkcję seryjną rozpoczęto dopiero w 1989 r.

## Konstrukcja

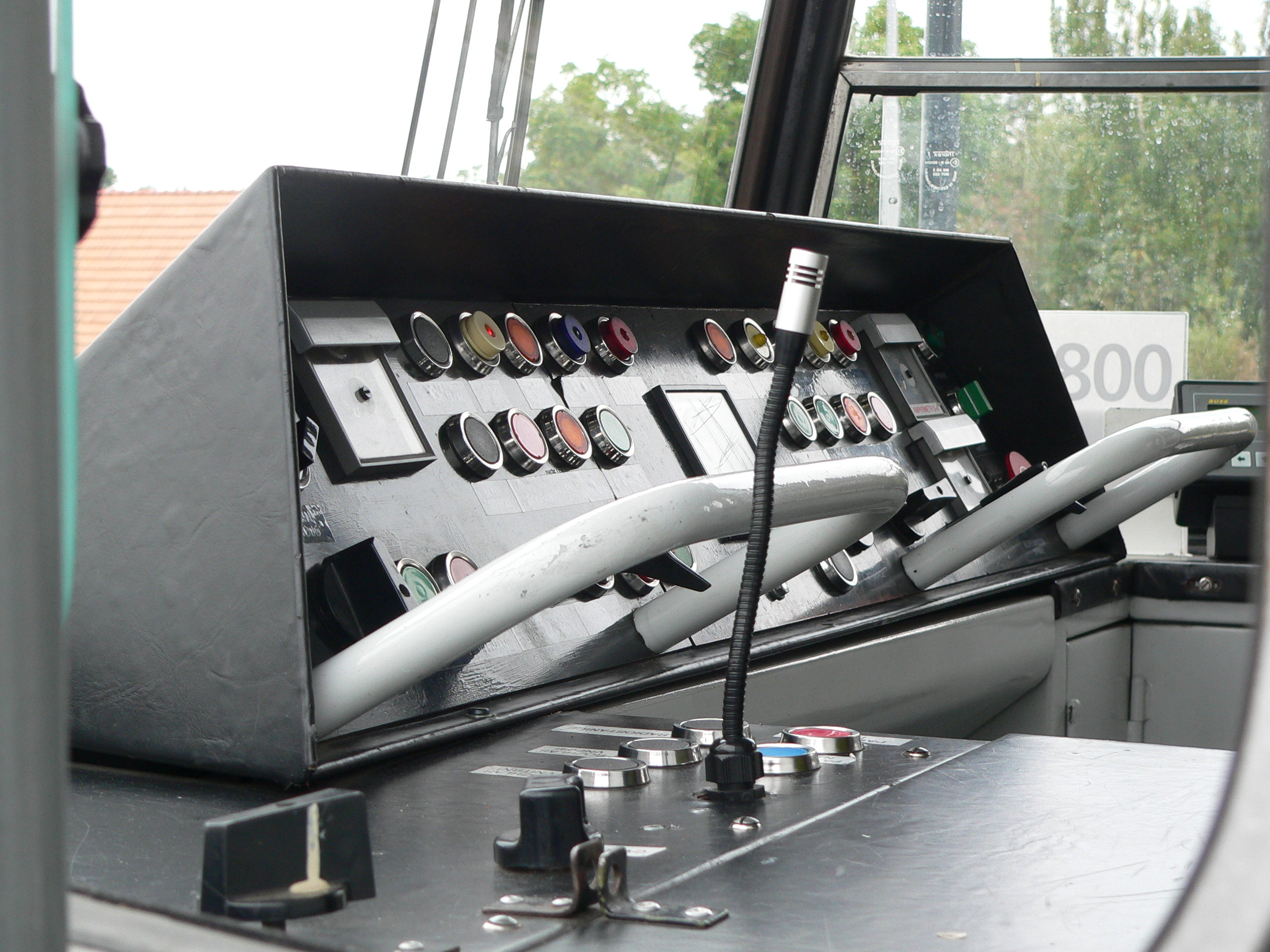
Pulpit motorniczego

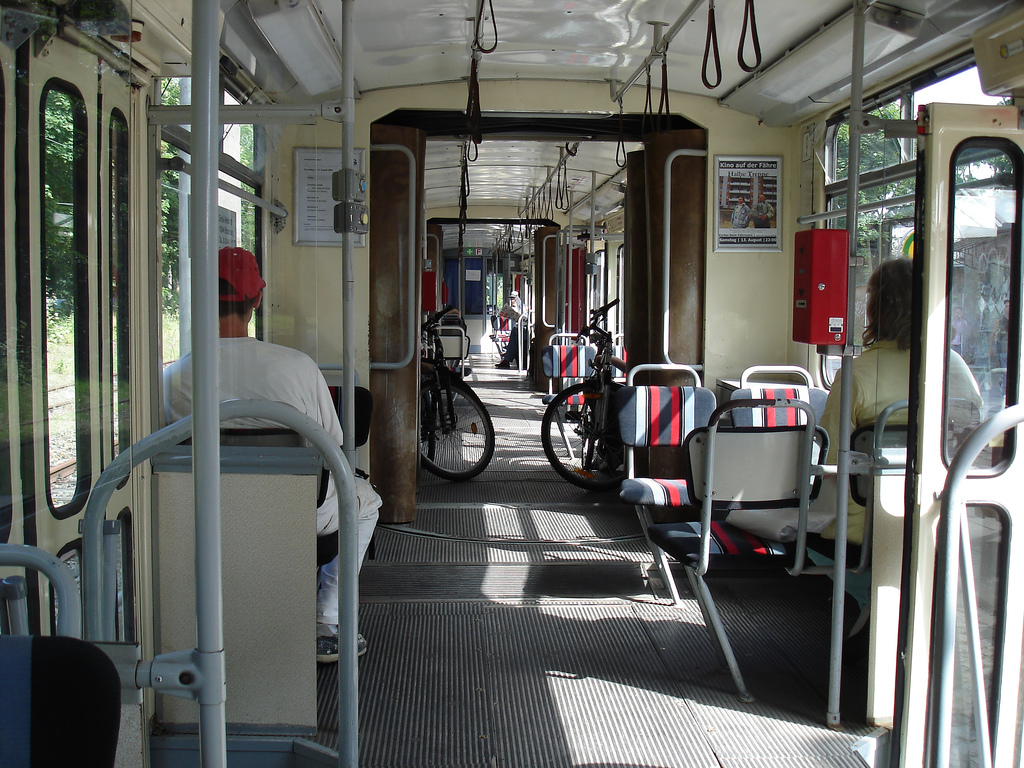
Wnętrze

Tatra KT8D5 to dwukierunkowy, ośmioosiowy, silnikowy wagon tramwajowy, przy czym wszystkie osie są napędowe. Wagon składa się z trzech członów, które są połączone przegubami. Oba środkowe wózki są umieszczone pod przegubami, środkowy człon nie jest więc zawieszony, a spoczywa na tych wózkach. Szkielet tramwaju jest zbudowany z zespawanych ze sobą profili stalowych, z zewnątrz jest pokryty metalowym poszyciem, wewnątrz laminatem. Podłoga (na wysokości 900 mm nad główką szyny, w obrębie przegubów 970 mm) jest pokryta wykładziną antypoślizgową. Po obydwu stronach nadwozia znajduje się pięcioro drzwi harmonijkowych, skrajne są trzyczęściowe, pozostałe czteroczęściowe. Siedzenia są obite skórą i rozmieszczone w układzie 2+1, w przednich częściach skrajnych członów w układzie 2+2. Miejsce dla wózków dziecięcych i inwalidzkich znajduje się w członie środkowym. Do ogrzewania przedziału pasażerskiego służy ciepło wytracane na rezystorach podczas hamowania; rezystory umieszczone są na dachu. Kabiny motorniczego znajdują się na obu końcach tramwaju. Tramwaj charakteryzuje się sześciennym ekspozytorem liniowym – kostką zamontowaną tuż nad czołem, w której umieszcza się numer linii (oprócz pięciu tramwajów KT8D5SU w Brnie; kostki usuwano podczas modernizacji). Autorem wyglądu tramwaju jest architekt Ivan Linhart.
Tramwaje KT8D5 mają wyposażenie elektryczne typu TV3 z tyrystorową regulacją mocy, produkcji ČKD Trakce. Każdy z czterech wózków jest wyposażony w dwa hamulce szynowe i dwa tarczowe. Silniki trakcyjne, umieszczone w wózkach (na każdą oś przypada jeden silnik; w wózku silniki są połączone szeregowo i sterowane jednym falownikiem), połączone są wałem Cardana z dwustopniową przekładnią. Dzięki rozdzieleniu wyposażenia elektrycznego na cztery takie same układy możliwy jest zjazd awaryjny tramwaju na dwóch wózkach napędowych. Tramwaje są wyposażone w dwa pantografy nożycowe.
Pod koniec lat 90. XX wieku ČKD wyprodukowała, jako jedne ze swoich ostatnich tramwajów, siedem zmodernizowanych wagonów Tatra KT8D5N ze środkowym członem niskopodłogowym i wyposażeniem elektrycznym TV14, które dostarczono do Brna.

### Przebudowy i modernizacje
Pod koniec lat 90. XX wieku zakłady ČKD dostarczyły do Brna siedem tramwajów Tatra KT8D5N ze środkowym członem niskopodłogowym i wyposażeniem elektrycznym TV14.
W latach 2002–2014 przeprowadzano modernizacje wagonów KT8D5 eksploatowanych w Czechach i na Słowacji poprzez montaż środkowego członu niskopodłogowego na wzór KT8D5N.
| Typ              | Modernizacja | Lata modernizacji | Eksploatacja  |
| ---------------- | --- | ----------------- | ------------- |
| Tatra KT8D5R.N2  | nowy środkowy człon niskopodłogowy                                                                                   | 2002–2014         | Brno, Koszyce |
| Tatra KT8D5R.N1  | nowy środkowy człon niskopodłogowy, przebudowa na jednokierunkowy                                                    | 2003–2009         | Ostrawa       |
| Tatra KT8D5R.N2P | nowy środkowy człon niskopodłogowy, wyposażenie TV Progress                                                          | 2004–2014         | Pilzno, Praga |
| Tatra KT8D5R.N2S | nowy środkowy człon niskopodłogowy, wyposażenie TV Progress                                                          | 2014              | Strausberg    |
| Thongil-181      | nowy wygląd, nowe drzwi, okna, siedzenia, przebudowa na jednokierunkowy, niektóre tramwaje skrócone o człon środkowy | od 2018 r.        | Pjongjang     |

### Rozwój konstrukcji
ČKD planowało wyprodukowanie jeszcze dwóch typów tramwajów o konstrukcji zbliżonej do Tatry KT8D5. Ostatecznie jednak powstały tylko projekty.
KT8A5 miał być jednokierunkowym wariantem tramwaju KT8D5 z rozstawem czopów skrętnych równym 6,7 m. Miał to być jednokierunkowy, trójczłonowy, ośmioosiowy tramwaj przegubowy. Do wnętrza miało prowadzić pięcioro drzwi harmonijkowych o wyglądzie zbliżonym do tych z Tatr T7B5. Tramwaj miał być wyposażony w hamulce elektrodynamiczne z rekuperacją, tarczowe i elektromagnetyczne. Silniki miały być uruchamiane za pomocą rozruchu tyrystorowego. Miał być przeznaczony dla normalno- i szerokotorowych systemów tramwajowych.
- Długość: 28 100 mm
- Szerokość: 2 500 mm
- Wysokość: 3550 mm
- Moc silników: 8 × 50 kW
- Prędkość maksymalna: 70 km/h
- Liczba miejsc siedzących: 54
- Liczba miejsc ogółem: 213

KT8C5 miał być dwukierunkowym wariantem tramwaju KT8A5.
- Długość: 28 100 mm
- Szerokość: 2 500 mm
- Wysokość: 3550 mm
- Moc silników: 8 × 50 kW
- Prędkość maksymalna: 70 km/h
- Liczba miejsc siedzących: 48
- Liczba miejsc ogółem: 207

## Dostawy
| Państwo        | Miasto          | Typ            | Lata dostaw    | Liczba | Numery taborowe |        |
| -------------- | --------------- | -------------- | -------------- | ------ | --------------- | ------ |
| Czechosłowacja | Brno            | KT8D5          | 1986–1990      | 23     | 1701–1723       | [ 11 ] |
| Czechosłowacja | Brno            | KT8D5SU        | 1993           | 5      | 1724–1728       | [ 12 ] |
| Czechosłowacja | Koszyce         | KT8D5          | 1986–1991      | 40     | 500–539         | [ 13 ] |
| Czechosłowacja | Most – Litvínov | KT8D5          | 1986–1990      | 8      | 315–322         | [ 14 ] |
| Czechosłowacja | Ostrawa         | KT8D5          | 1989–1990      | 16     | 1500–1515       | [ 15 ] |
| Czechosłowacja | Pilzno          | KT8D5          | 1989           | 12     | 288–299         | [ 16 ] |
| Czechosłowacja | Praga           | KT8D5          | 1986–1990      | 48     | 9001–9048       | [ 17 ] |
| Jugosławia     | Sarajewo        | KT8D5K         | 1990           | 1      | 300             | [ 18 ] |
| Korea Północna | Pjongjang       | KT8D5K         | 1990           | 45     | 1001–1045       | [ 19 ] |
| ZSRR           | Wołgograd       | KT8D5          | 1990           | 1      | 5834            | [ 20 ] |
| Łączna liczba: | Łączna liczba:  | Łączna liczba: | Łączna liczba: | 199    |                 |        |

## Eksploatacja

### Prototypy

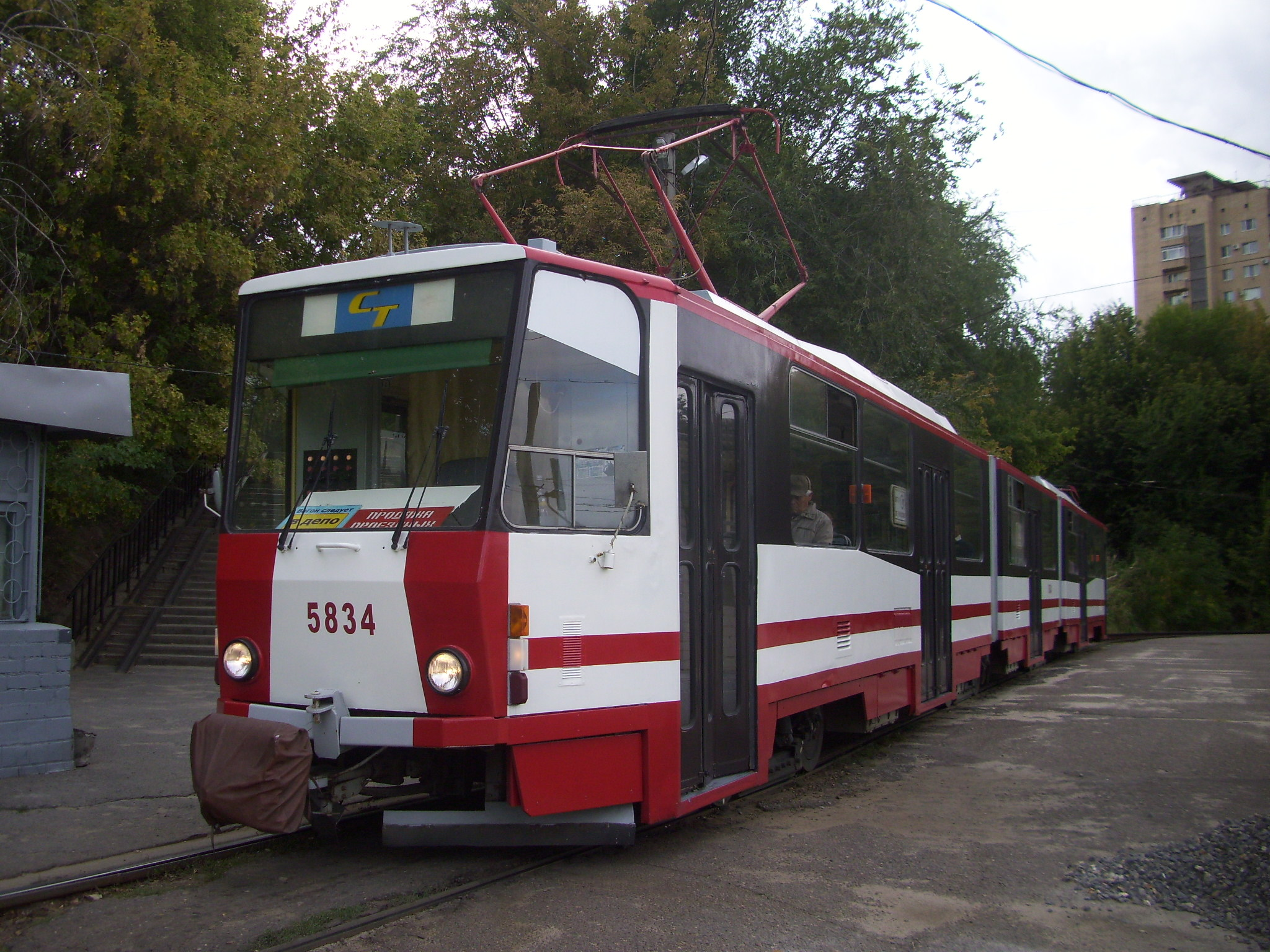
Pierwszy prototyp w Wołgogradzie

Dwa prototypowe tramwaje, którym ČKD nadała numery 0018 i 0019, powstały w 1984 r. Ich testy bez pasażerów, najdłuższe w historii miejskiego transportu zbiorowego w Czechach, trwały aż do 1988 r., przy czym seria informacyjna tramwajów KT8D5 została wyprodukowana już w 1986 r. W ramach testów 28 września 1984 r. w Pradze testowano skład złożony z dwóch Tatr KT8D5. Pierwszy prototyp przekazano na testy do Moskwy, gdzie otrzymał numer 0003. Już w 1992 r. został sprzedany do Wołgogradu, gdzie otrzymał numer 5834 i eksploatowany był na linii szybkiego tramwaju. W 2019 r. powrócił do Moskwy i stał się eksponatem muzeum komunikacji. Drugi prototyp sprzedano w 1989 r. dla Ostrawy. Tam otrzymał numer 1500, a w 2004 r. został zmodernizowany na typ Tatra KT8D5R.N1.

### Brno

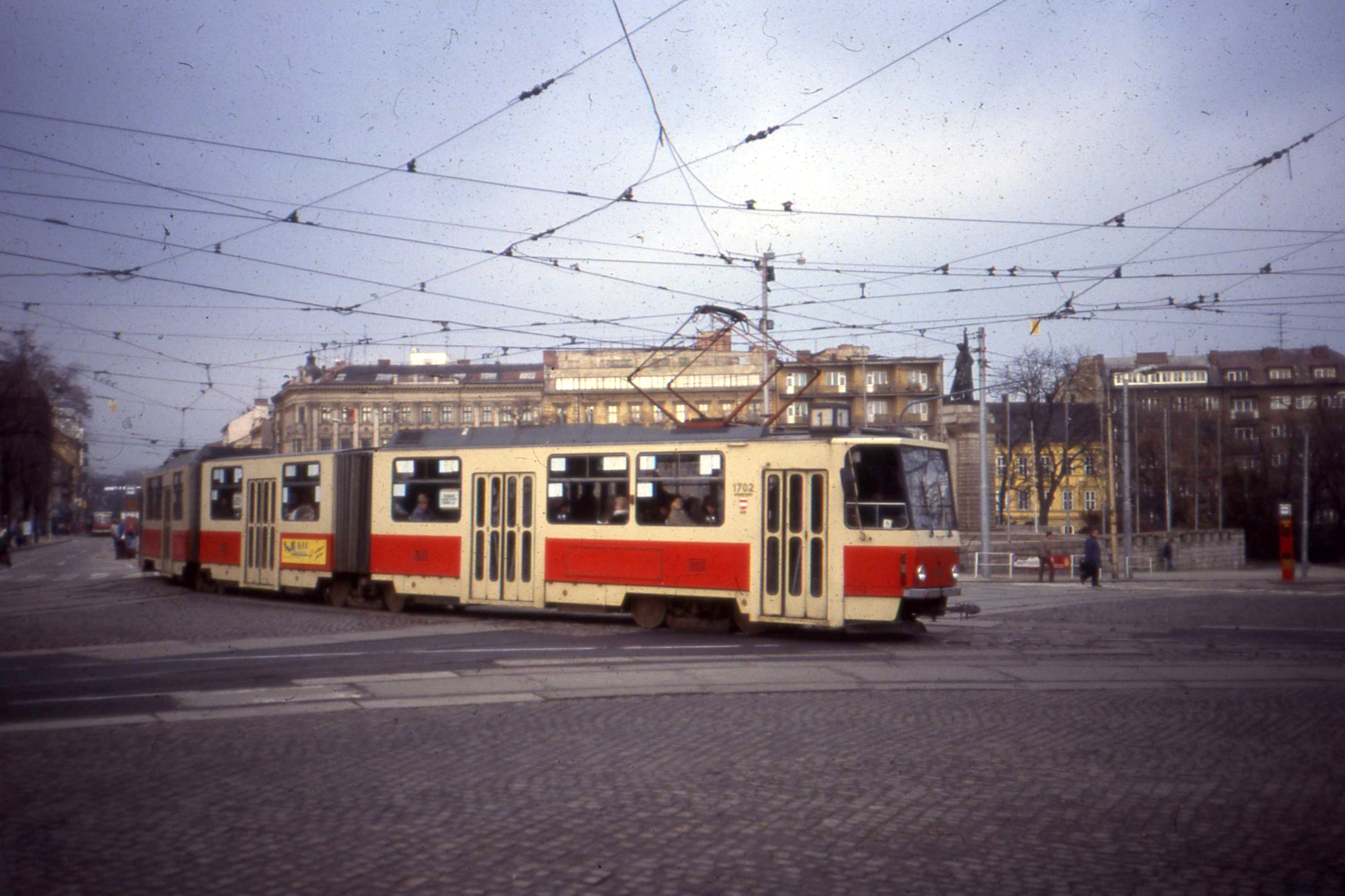
Brneńska Tatra KT8D5 na placu Morawskim, 1992

Pierwsze tramwaje KT8D5 dostarczono do Brna w 1986 roku; były to dwa wagony z serii informacyjnej, które otrzymały numery 1701 i 1702. Po różnych testach we wrześniu i październiku tego samego roku zostały wprowadzone do regularnego ruchu. Już w listopadzie 1986 roku po raz pierwszy wykorzystano ich dwukierunkowość przy okazji wyłączenia części linii w Bystrcu. Kolejne tramwaje tego typu przyjechały do Brna w latach 1989 i 1990. Pierwotnie miała to być dostawa dziesięciu egzemplarzy, jednak w związku z tym, że praskie przedsiębiorstwo transportowe nie zdecydowało się na zakup pierwotnie uzgodnionej liczby wagonów, ich nadwyżka została zaoferowana innym czechosłowackim przewoźnikom. Do Brna przybyło łącznie 21 sztuk o numerach 1703–1723. Podobna sytuacja miała miejsce w 1993 r., kiedy ČKD wyprodukowało pięć wagonów KT8D5SU dla rosyjskiego Wołgogradu, który zrezygnował z zamówienia. Dopravní podnik města Brna zakupił te (nr 1724–1728) tramwaje w okazyjnej cenie. Ostatnie tramwaje KT8D5 przyjechały do Brna w latach 2002–2003. Były to trzy wagony pierwotnie eksploatowane w Koszycach, które sprzedały je firmie Pragoimex w związku z brakiem zapotrzebowania na ten typ. Jeden tramwaj przeszedł naprawę główną (w Brnie nr 1736), pozostałe dwa wagony zmodernizowano na typ KT8D5R.N2 (w Brnie nr 1737 i 1738).
Od 1997 roku w tramwajach KT8D5 dokonywano drobnych modernizacji: przyciski otwierania drzwi przez pasażerów, elektroniczny system informacji pasażerskiej, nowe napędy drzwi itp. Od 2002 r. brneńskie tramwaje KT8D5, jako pierwsze w Czechach, zostały zmodernizowane do typu Tatra KT8D5R.N2 poprzez dodanie środkowego członu niskopodłogowego. W 2014 roku cykl napraw zakończyła modernizacja ostatniego tramwaju nr 1724, który latem 2013 roku był ostatnim w Czechach wagonem KT8D5 w oryginalnej konstrukcji bez nowego członu środkowego.

### Koszyce

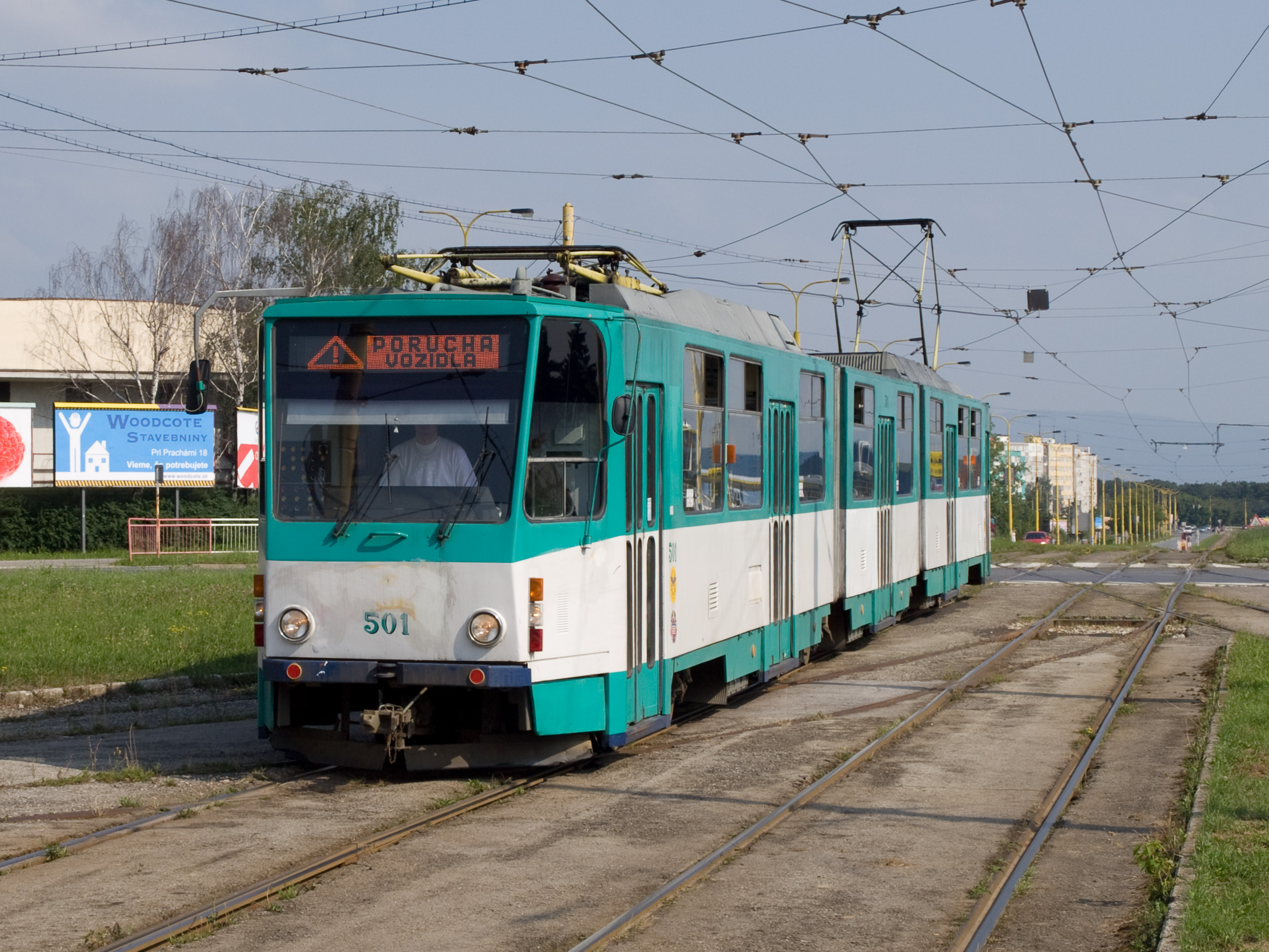
Koszycka Tatra KT8D5 przed modernizacją, 2010

W 1986 r. do słowackich Koszyc dostarczono dwa tramwaje KT8D5 z serii informacyjnej, dalsze dostawy miały miejsce w latach 1989–1991. Ogółem zakupiono 40 tramwajów, które otrzymały numery 500–539. Z powodu spadku liczby pasażerów i wzrostu zapotrzebowania na wagony standardowe, koszycki przewoźnik sprzedał w 1992 r. 10 tramwajów do węgierskiego Miszkolca. W 1995 r. kolejne trzy tramwaje sprzedano do niemieckiego Strausbergu. w latach 1998 i 2001 po dwa do Sarajewa, a w latach 2002–2003 jeszcze trzy do Brna. Ostatni z odsprzedanych wagonów, nr 515, miał wypadek w 1992 r., wskutek którego zniszczeniu uległ skrajny człon. W 2002 r. rozbity tramwaj sprzedano firmie ČKD Pragoimex, która wykorzystała drugi, nieuszkodzony człon skrajny do naprawy ostrawskiej Tatry KT8D5 nr 1502, która także uległa zniszczeniu wskutek wypadku. Środkowy człon wykorzystano przy przebudowie brneńskiej Tatry KT8D5 nr 1706 na typ KT8D5R.N2. Dopravný podnik mesta Košice posiada ogółem 19 Tatr KT8D5, w latach 2003–2009 wszystkie przeszły modernizację na typ Tatra KT8D5R.N2.

### Most i Litvínov

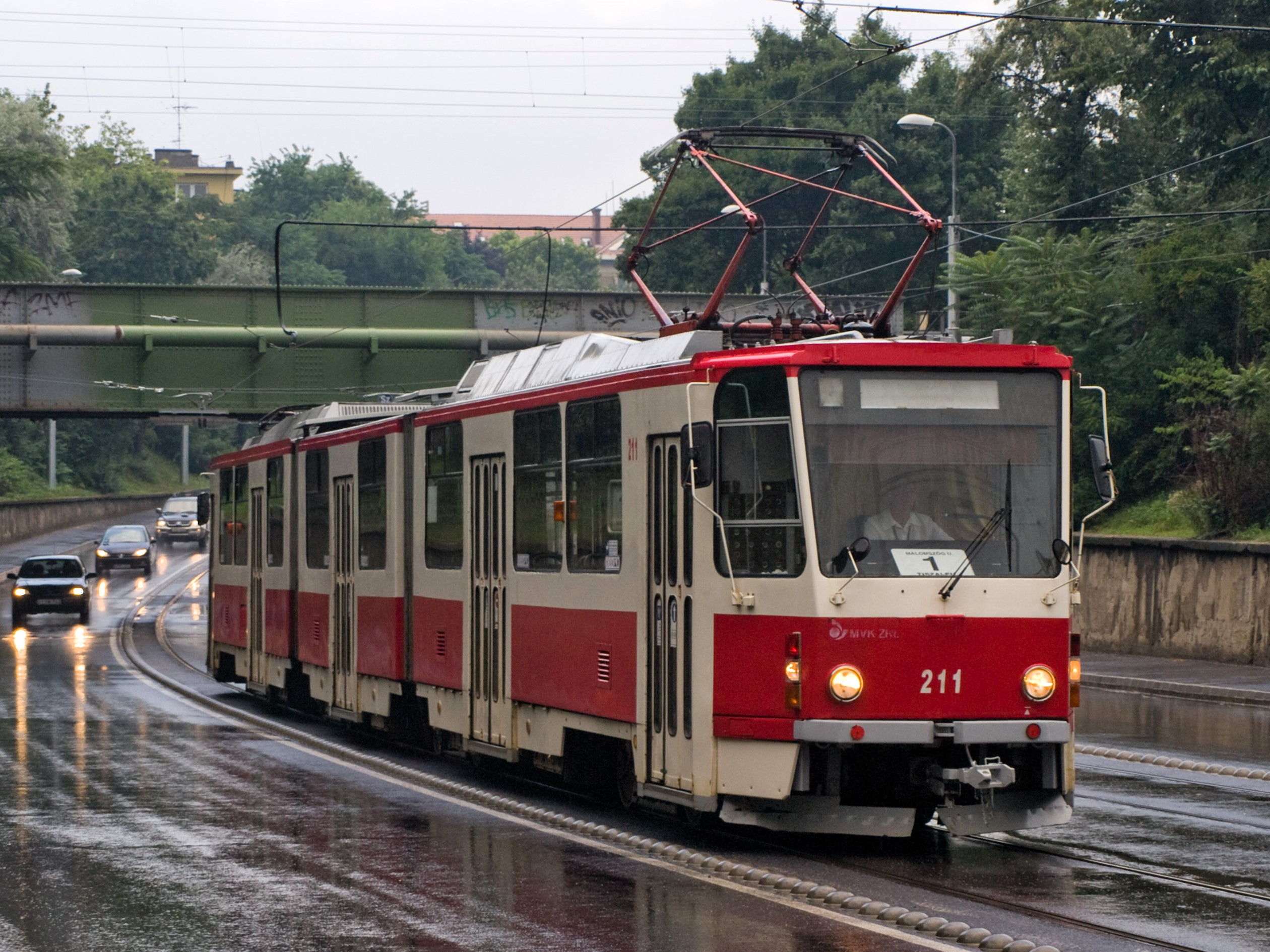
Była mostecka Tatra KT8D5 w Miszkolcu, 2011

Na wspólnej sieci tramwajowej miast Mostu i Litvínova pierwsze dwa tramwaje KT8D5 z serii informacyjnej pojawiły się w 1986 (otrzymały numery 315 i 320). Kolejnych i jednocześnie ostatnich sześć dostarczono w 1990 r. Wszystkich osiem tramwajów otrzymało numery z zakresu 315–322. W latach 1995–1997 wszystkie sprzedano do węgierskiego Miszkolca w związku ze spadkiem liczby pasażerów.

### Ostrawa
Ostrawski przewoźnik otrzymał w 1988 r. drugi prototyp tramwaju KT8D5 i rok później nadał mu numer 1500. Ogółem w 1989 r. dostarczono 15 tramwajów nr 1501–1515, problemy z dostępnością części i skompletowaniem tramwajów spowodowały, że wprowadzono je do ruchu dopiero na początku 1990 r. W tym roku Dopravní podnik Ostrava miał zakupić kolejnych 21 tramwajów KT8D5, ale z powodu obawy przed ponownym wystąpieniem wcześniejszych problemów zrezygnowano z zamówienia.
W 2003 r. pierwszy tramwaj zmodernizowano na typ Tatra KT8D5R.N1. Głównymi zmianami było dodanie nowego członu niskopodłogowego i przebudowa na pojazd jednokierunkowy (zaślepiono drzwi z lewej strony nadwozia i usunięto drugą kabinę motorniczego). W kolejnych latach kontynuowano modernizację, a w 2009 r. zmodernizowano ostatni tramwaj KT8D5 nr 1508.

### Pilzno

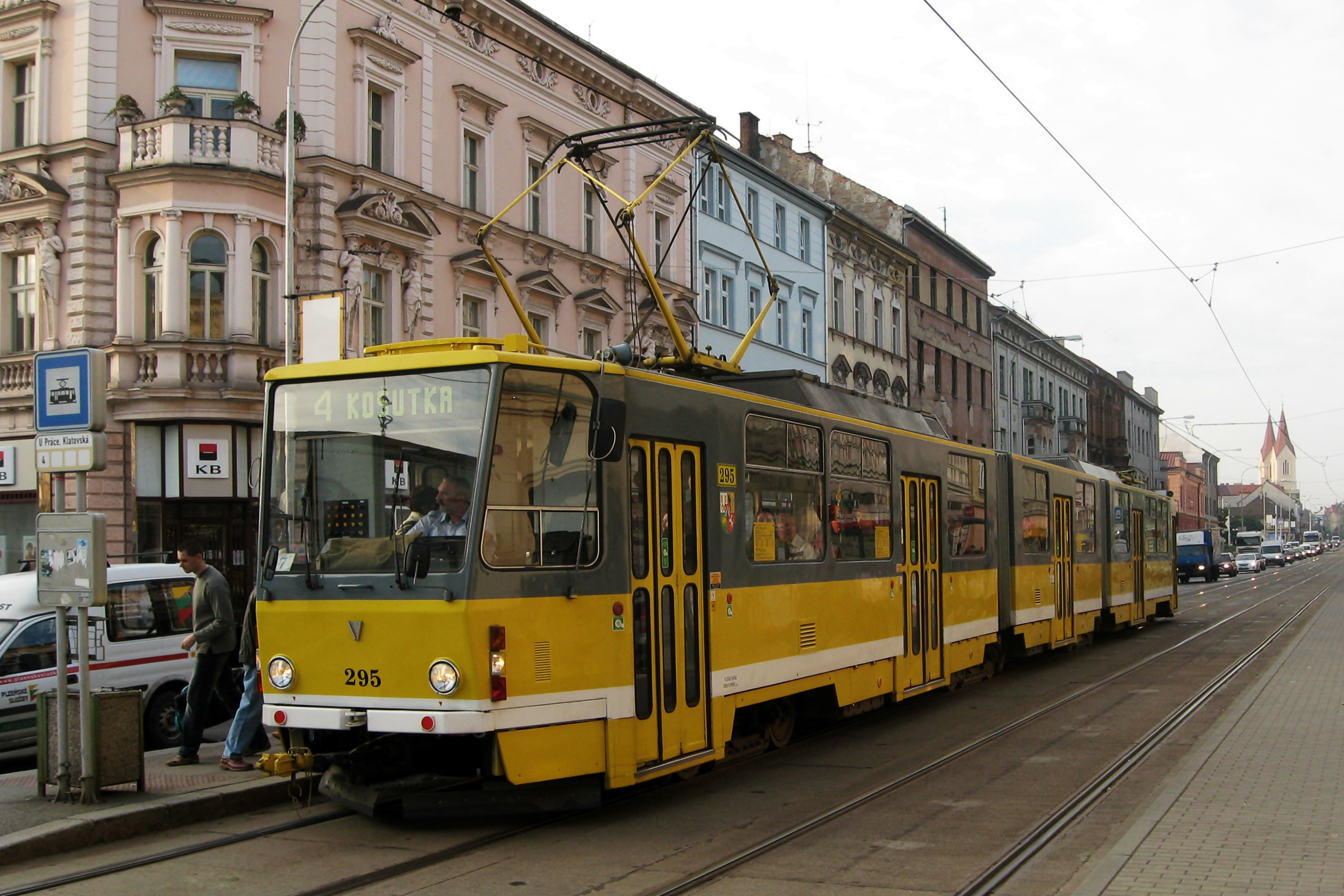
Tatra KT8D5 w Pilźnie, 2008

Do Pilzna w 1989 r. dostarczono 12 tramwajów KT8D5 (nr 288–299), do eksploatacji zostały wprowadzone rok później. Początkowo były eksploatowane wyłączne na linii nr 4, na pozostałych liniach zaczęły się pojawiać dopiero w 2005 r. Od 2000 r. przy okazji przeglądów głównych tramwaje otrzymały nowe malowanie, elektroniczny system informacji pasażerskiej i przyciski indywidualnego otwierania drzwi.
W 2006 r. rozpoczęły się modernizacje pilzneńskich wagonów KT8D5 na typ Tatra KT8D5R.N2P. Ostatni niezmodernizowany tramwaj KT8D5 nr 289 skierowano do modernizacji 15 października 2009 r.

### Praga

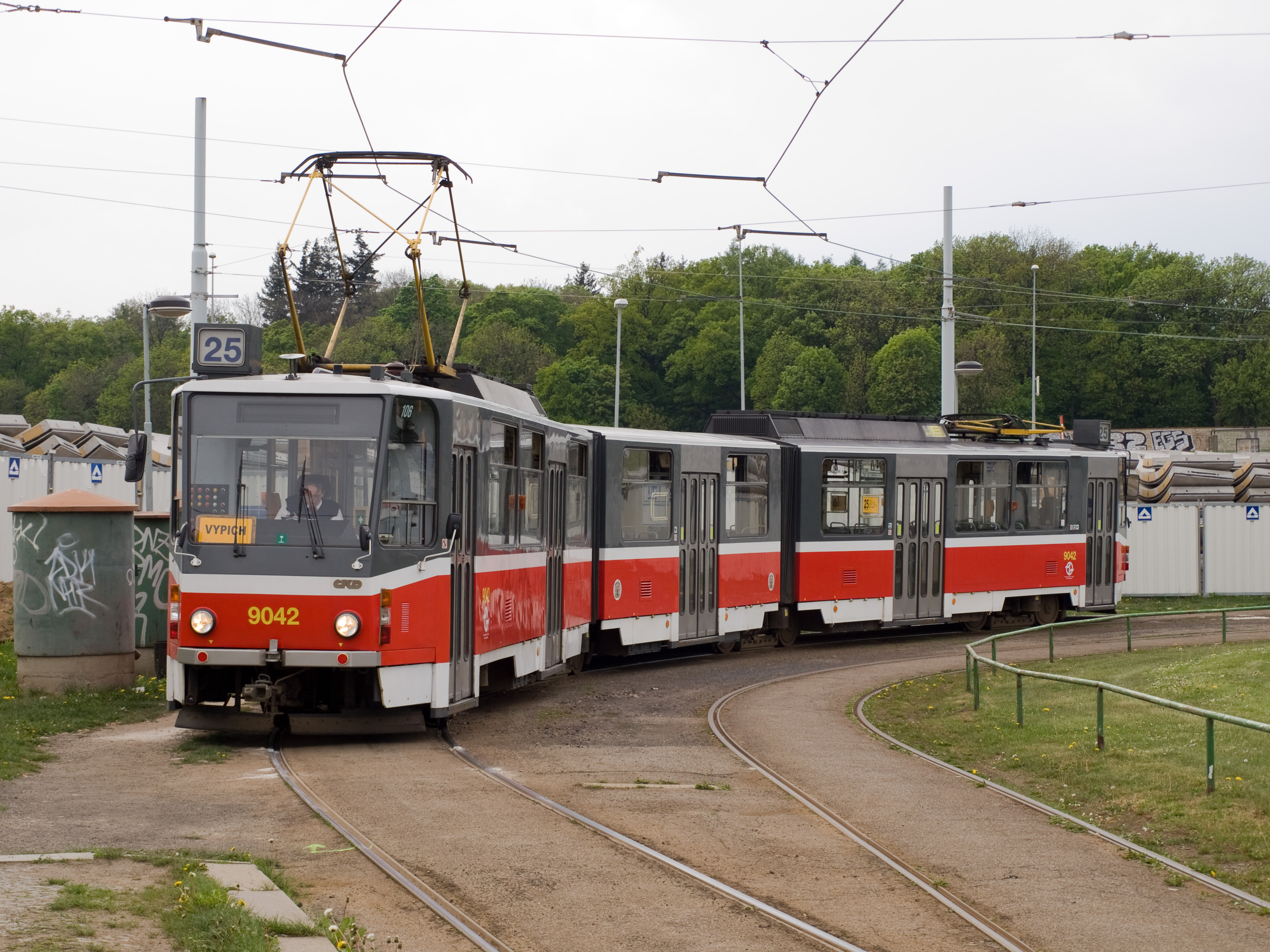
Tatra KT8D5 w Pradze, 2011

W czeskiej Pradze miały miejsce jazdy próbne obu prototypowych tramwajów z 1984 r., tramwaje te były jednak majątkiem ČKD i nigdy nie pojawiły się w ruchu liniowym. Dopravní podnik hl. m. Prahy otrzymał pierwsze cztery tramwaje KT8D5 z serii informacyjnej w 1986 r. i oznaczył je numerami 9001–9004. Kolejne tramwaje przybyły do Pragi w latach 1989 i 1990, kiedy dostarczono pozostałe 44 tramwaje (do nr 9048), aczkolwiek pierwotnie zamierzano zakupić aż 200 egzemplarzy. Po wypadku z 16 września 1994 r. skasowano pierwszy tramwaj typu KT8D5 (nr 9006).
Od 8 listopada do 8 grudnia 1993 r. w związku z remontem torów, na linii X17 między przystankami Střelničná a Sídliště Ďáblicea jeździły składy złożone z dwóch wagonów KT8D5. Na linii kursowały dwa składy poza szczytem i jeden dodatkowy w szczycie. Po raz drugi składy 2x KT8D5 w regularnym ruchu w Pradze pojawiły się między 28 a 30 października 2010 r., kiedy to z powodu remontu torów na przystanku I. P. Pavlova uruchomiono tymczasową linię X Karlovo náměstí – I. P. Pavlova z tymczasowym przystankiem między ulicami Sokolską i Legerová. Linia ta kursowała wahadłowo wzdłuż ulicy Ječnej po jednym torze, a obsługę zapewniał dwuwagonowy skład wagonów KT8D5.

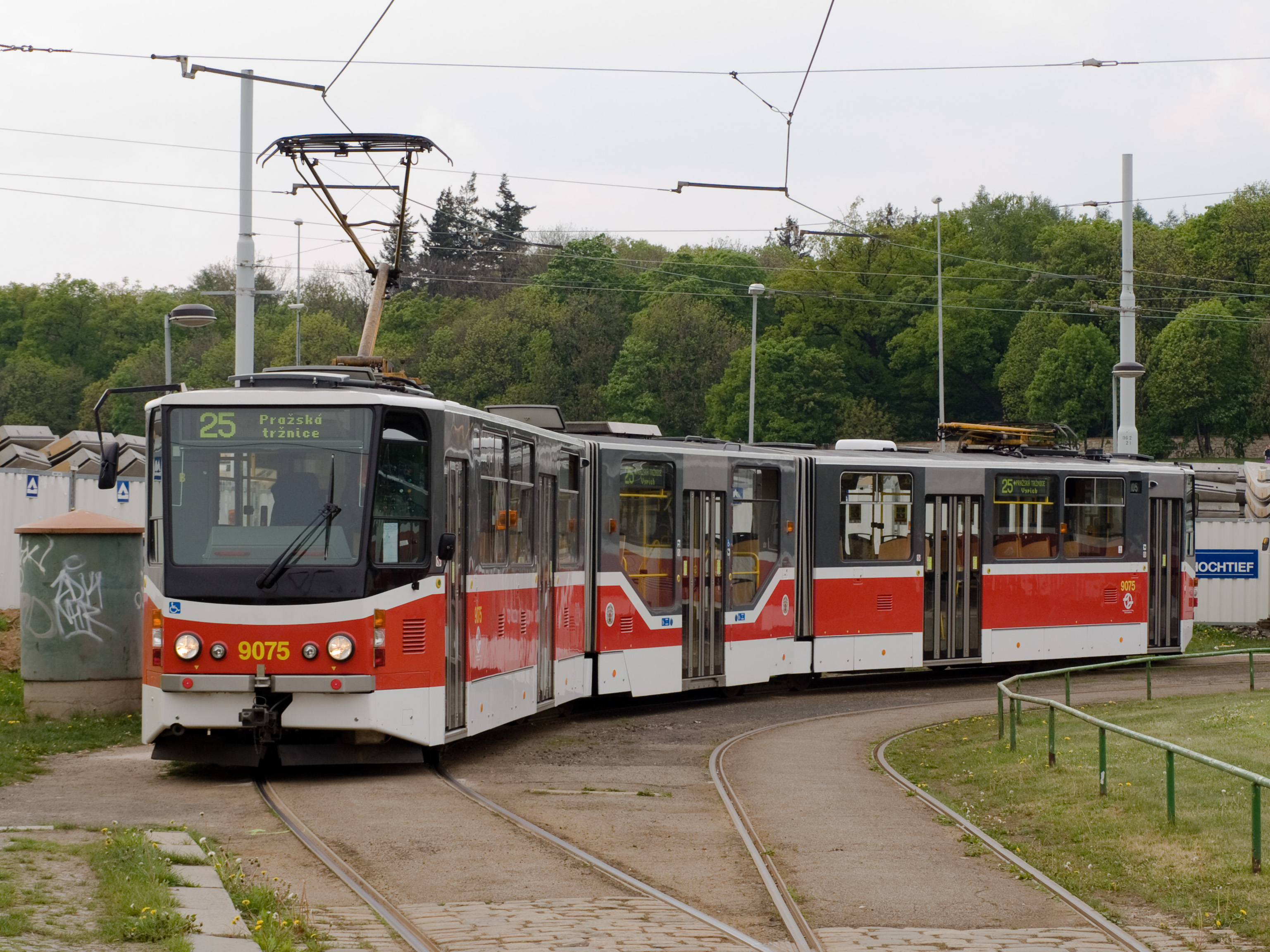
Tatra KT8D5R.N2P, 2011

W latach 2004–2005 pierwsza praska „ka te ósemka” przeszła modernizację na częściowo niskopodłogowy typ Tatra KT8D5R.N2P, w kolejnych latach modernizacji poddawano następne tramwaje. Na początku 2013 r. pozostały cztery ostatnie niezmodernizowane tramwaje (ze wszystkich 47), z których dwa skierowano do warsztatów w pierwszych miesiącach wspomnianego roku. 21 maja 2013 r. DPP zorganizowała uroczyste pożegnanie tego typu, kiedy pozostałe dwa wagony nr 9030 i 9048 kursowały przez część dnia na specjalnej, reaktywowanej linii nr 15 Lehovec – Florenc, na której pierwsze tramwaje tego typu zaczęły przewozić pasażerów w Pradze w 1986 roku. Wagon nr 9030 zjechał do zajezdni Hloubětín po zakończeniu obsługi linii nr 15 i na początku czerwca został oddany do modernizacji, która została zakończona na początku 2014 roku. Tramwaj nr 9048 zjechał z linii 15 do zajezdni Střešovice, gdzie stał się nowym eksponatem muzeum transportu publicznego.
Dwa brakujące wagony (zezłomowany po wypadku wagon 9006 i wagon muzealny 9048) zostały zastąpione tramwajami zakupionymi w Strausbergu (nr 21 → nr 9098, nr 23 → nr 9056). W 2016 roku siedem wagonów zostało zakupionych z Miszkolca, a następnie w 2019 roku kolejnych osiem wagonów z tego węgierskiego miasta. Wszystkie mają zostać zmodernizowane do 2024 r. i są oznaczone numerami od 9099 w górę. Pierwsze trzy tramwaje zostały wprowadzone do ruchu w 2020 roku.

### Pozostałe miejsca
Pierwszy prototyp tramwaju KT8D5 po testach w Pradze (zakończonych w 1988 r.) przekazano do Moskwy, aby tam przetestować tramwaj na rozstawie szyn 1524 mm. Testy w rosyjskiej stolicy trwały w latach 1989–1990, tramwaj otrzymał numer 0003. W 1992 r. tramwaj trafił do Wołgogradu, gdzie otrzymał numer 5834 i eksploatowany był na linii szybkiego tramwaju do 2019 r. Wołgograd zamówił na początku lat 90. XX wieku jeszcze pięć tramwajów KT8D5SU, z których jednak zrezygnował. Tramwaje w okazyjnej cenie zakupił Dopravní podnik města Brna. Także inny tramwaj, pochodzący z Koszyc, był pierwotnie przeznaczony dla Wołgogradu. Przeszedł on modernizację na typ KT8D5R.N2 w zakładach w Krnovie i także trafił do Brna (nr 1738).

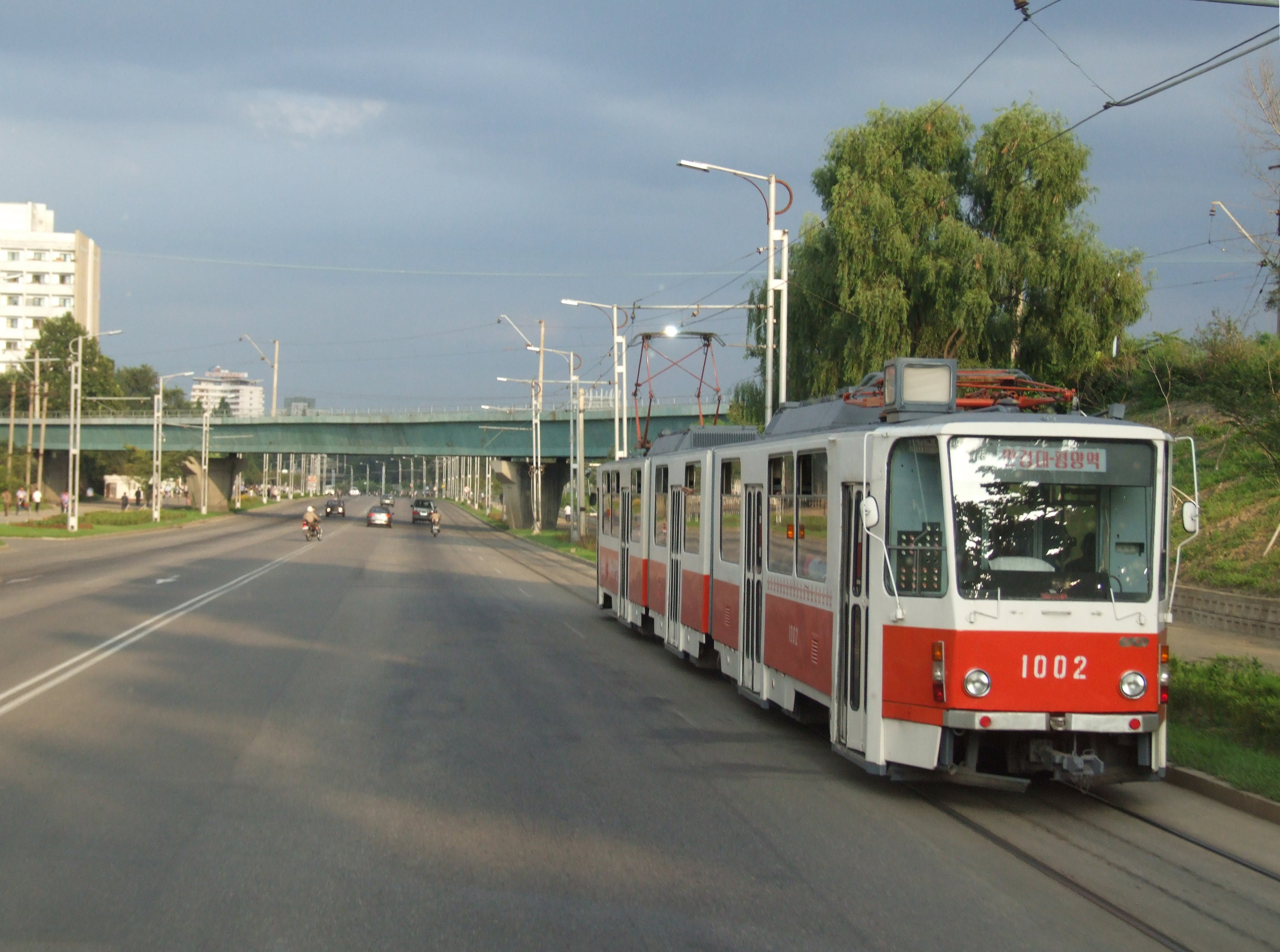
Tatra KT8D5K w Pjongjangu

W 1990 r. do północnokoreańskiego Pjongjangu dostarczono 45 tramwajów KT8D5K (nr 1001–1045). Ostatni wyprodukowany tramwaj KT8D5K trafił do Sarajewa (nr 300), gdzie w latach 1998–2001 dostarczono dalsze cztery używane tramwaje KT8D5 z Koszyc (nr 301–304). Jeden z pjongjańskich wagonów KT8D5K uległ modernizacji w 2018 r. Pierwsze trzy zmodernizowane tramwaje wprowadzono do ruchu w lutym 2019 r. Tramwaje otrzymały oznaczenie Thongil-181.
W 1992 r. Dopravný podnik mesta Košice sprzedał 10 zbędnych tramwajów KT8D5 do Miszkolca (nr 200–209). Kolejne tramwaje tego typu pojawiły się w Miszkolcu w latach 1996–1997, kiedy przewoźnik z Mostu i Litvínova odsprzedał całą swoją flotę.
Trzy koszyckie tramwaje KT8D5 sprzedano w 1995 r. do Strausberga pod Berlinem, gdzie otrzymały numery 21–23. Wagony nr 21 i 23 zostały sprzedane dla DPP po zakupie dwóch tramwajów Flexity Berlin, a wagon nr 22 przeszedł modernizację na typ KT8D5R.N2S.
Tramwaje KT8D5 miały być pierwotnie przetestowane przez planowany system tramwajowy miast Chomutov i Jirkov, jednak zamiast tramwajów miasta te połączył system trolejbusowy.
Pod koniec lat 80. XX wieku także ołomuniecki przewoźnik planował zakup tramwajów KT8D5. Plany porzucono jednak po aksamitnej rewolucji.

## Wagony historyczne
| Pochodzenie | Numer taborowy | Obecny właściciel           | Typ   | Rok produkcji | Historyczny od roku | Uwagi               |        |
| ----------- | -------------- | --------------------------- | ----- | ------------- | ------------------- | ------------------- | ------ |
| Miszkolc    | 209            | Miskolc Városi Közlekedési  | KT8D5 | 1990          | 2022                | ex DP Košice nr 514 | [ 53 ] |
| Praga       | 9048           | DPP                         | KT8D5 | 1990          | 2014                |                     | [ 7 ]  |
| Wołgograd   | 5834           | Muzeum transportu w Moskwie | KT8D5 | 1984          | 2019                | pierwszy prototyp   | [ 23 ] |